# Secamone ankarensis
Secamone ankarensis är en oleanderväxtart som först beskrevs av Henri Lucien Jumelle och Perrier, och fick sitt nu gällande namn av J. Klackenberg. Secamone ankarensis ingår i släktet Secamone och familjen oleanderväxter. Inga underarter finns listade i Catalogue of Life.